# Bude Budisavljević (general)
Bude plemeniti Budisavljević, Budimir,  Budislav (Pećane, 14. rujna 1790. - Gospić, 12. kolovoza 1862.) je bio general-major, plemić u austrijskoj i (kratko) u francuskoj službi. Sin mu je bio Aleksandar Leko Budisavljević, autor knjige Pleme Budisavljevića u Gornjoj krajini.  Iz ugledne je ličke obitelji Budisavljević. 

## Mladost
Bio je sin graničarskog majora Mijata pl. Budisavljevića (1756.—1844.) i majke Jelene koja je bila iz ugledne obitelji Knežević iz Mutilića i unuk pametara Jovana, koji je u njemu razvio nacionalna osjećanja. Djed Jovan je rođen 1713. godine a umro je 1844. godine. Jovanova sestra i njegova baka bila je protinica (žena župnika) Ružica Banjeglav iz Bunića, kod koje je boravio 1798. dok je tu pohađao osnovnu školu na srpskom jeziku (učio ga je Isak Banjeglav). Njemačku školu u Podlapcu pohađa 1799. godine. Na trogodišnje školovanje u vojnu školu u Gospiću prešao je 1801., a 1807. godine započeo je vojnu karijeru kao kadet u gospićkoj Ličkoj regimenti. Čin zastavnika (fenriha) stekao je 1809. godine, koji mu 1810. godine potvrđuje francuska vojska, u koju je stupio nakon okupacije Karlovačkog generalata.

## Rat protiv Rusije
Postao je potporučnik 1810. godine, a zatim je u činu poručnika 1812. godine pošao u rat protiv Rusije i jedva ostao živ prigodom prelaza preko rijeke Berezine, o čemu je ostavio kratko dramatično svjedočanstvo. Napoleonovim osvajanjima Like, a konačno Bečkim mirom (16. listopada 1809. godine) sa 6 graničarskih pukovnija dospijeva pod francusku upravu. Ova vojska je sudjelovala u Napoleonovom pohodu na Rusiju 1812. godine. Svaka pukovnija morala je dići na noge po jedan bataljun (dva bataljuna činila su jednu pukovniju). Tako su nastale tri pukovnije: prvu su činili Ličani i Otočani, drugu Ogulinci i Slunjani i treću ljudstvo iz Gline i Petrinje. Prva pukovnija je sudjelovala u poznatoj bitki kod Borodina. S Napoleonom je general Bude dospio do Moskve, a zatim, kada je poraz već bio na vidiku, vraćaju se nazad za Francusku, a Bude potom odlazi u Liku. Tijekom tog rata Bude je vodio dnevnik. Na osnovu tih zapisa profesor Milan Budisavljević (1874.—1928.) objavulje feljton u zagrebačkim novinama Srbobran. U Rusiji je poginulo skoro svih 900 Ličana.

## Kasnija vojna karijera i kandidatura za srpskog vojvodu
Dalje obrazovanje nastavio je 1813. i 1814. godine u Magdeburgu, u Njemačkoj. Kada se 1815. godine vratio u austrijsku vojsku, priznat mu je čin oberlajtnanta pa je od 1824. do 1826. godine bio zapovjednik čete (kumpanije) u selu Vrebac u Lici, gdje je obnovio pravoslavnu crkvu. Premješten je u Plaški u Ogulinsku regimentu i travnja 1832.godine unaprijeđen u čin kapetan - lajtnanta, a u studenom 1833. godine u čin kapetana. Kao zapovjednik Plaščanske kumpanije obnovio je pravoslavnu crkvu u Plaškom. Kada je srpnja 1839. godine premješten u štabno mjesto Gospić, stupio je u vezu sa srpskim trgovcima i građanima, uključio se u njihovu nacionalnu djelatnost i zbližio se s pjesnicima Aleksom Andrićem i Nikolom Borojevićem kao i pukovnikom Kuzmanom Todorovićem, koji je bio komandir Ličke regimente. Kao ugledni časnik, tada u činu kapetana, biran je 1842. godine za zastupnika Srba iz Like na Narodno-crkvenom saboru u Srijemskim Karlovcima na kome je Josif Rajačić izabran za mitropolita. Tijekom 1843. – 1844. doprinio je popravci i oslikavanju pravoslavne crkve u Gospiću i u nju uveo harmonično pjenije, odnosno srpsku vokalnu kapelu, kakva se njegovala u Srijemskim Karlovcima. U to vrijeme (1843.) stekao je čin majora. Godine 1845. mu umire žena Filipina, a 1846. godine dobiva čin potpukovnika. Postao je prijatelj budućeg srpskog vojvode Stevana Šupljikca i kum budućeg hrvatsko-slavonskog bana Josipa Jelačića. Biran je za zastupnika na Majskoj skupštini, ali zbog prečih vojnih obveza njoj nije nazočio, iako je njegovo ime bilo među kandidatima za srpskog vojvodu. Kada se u javnosti pokrenulo pitanje o kandidatima za srpskog vojvodu, beogradske Srbske novine predlagale su i Budu za vojvodu, ukazujući na njegove vrline i vatrenu ljubav prema Srbstvu.

## Rat protiv Mađara i problemi u Pančevu
Sa svoja četiri sina pošao je 1848. godine u rat protiv Mađara kao komandir Trećeg ličkog graničarskog bataljona u sastavu Prvog armijskog korpusa Jelačićeve vojske koja je siječnja 1849. godine ušla u Peštu. Ožujka 1849. godine unaprijeđen je u čin pukovnika, a od svibnja 1849. godine, kao komandir brigade, sudjelovao je u operacijama Jelačićeve južne armije na području Srpske vojvodine. Najprije je sa svojom brigadom vršio blokadu Petrovaradinske tvrđave iz pravca Srijemske Kamenice, a zatim je u lipnju sudjelovao u napadu na Novi Sad iz pravca Piroškog puta, te je razbio odred mađarske vojske, zarobio pet topova i nastavio progon neprijatelja. Njegova brigada sudjelovala je u borbama kod Žablja i Đurđeva, a u svibnju je ponovno vraćena na opsadu Petrovaradinske tvrđave. Čin general-majora dobio je 1850. godine i premješten u Pančevo, gdje je bio izložen klevetama i sumnjama kao časnik srpske narodnosti. O tome je zapisao: Ja sam poznavao jednog izdajicu Srbina u Zemunu, koji je od špionaže živio, civilista. Taj je svake nedjelje prelazio u Beograd, tamo u konzulatu kovao laži o zavjerama, koje se tobože snuju u sporazumu sa Srbijancima, a to sve je poslje brigada javljala u Temišvar i tu je predšasnik moga oca General Kromberg sebi ružno ime kod Srba stekao... Idem u penzju, ne mogu više trpiti ova bezakonija. Gone me da lažem, a ja ne mogu da lažem ni da opadam moj narod, kad nije istina sve ono što hoće, da im javljam. Neću pod moju starost da kaljam moje pošteno ime i dušu... Zdrav sam, ali nezadovoljan, jer se u spletke ne razumijem - i s toga sam predao molbu za umirovljenje. U svojoj starosti ne bi rad da vidim ponižen moj dobri glas i ime.

## Umirovljenje i smrt
Odlazi u mirovinu 1852. godine i vraća se u Gospić s namjerom da u njemu podigne srpsku školu za Ličku i Otočku regimentu i bližu okolicu. S arhimandritom Sergijem Kaćanskim, administratorom Gornjokarlovačkog vladičanstva, uspio je podići školsku zgradu. Sačuvano je i objavljeno dopisivanje generala Bude s Kaćanskim. Bio je protivnik ukidanja Vojne krajine i aktivno je sudjelovao u razgovorima o pripajanju Vojne krajine civilnoj Hrvatskoj. Pokopan je u Gospiću. Vijest o smrti objavljena je u Narodnim novinama od 22. kolovoza 1862. godine. Spomenik generalu bio je postavljen 1870. godine u Gospiću na središnjem trgu, a uklonjen je poslije Drugoga svjetskog rata, jer njegov lik i djelo nisu odgovarali novoj vlasti. Anastas Jovanović je 1851. godine u Beču uradio litografiju generala Bude i ona se čuva u Matici srpskoj u Novom Sadu.